# Franz Pachl
Franz Pachl (Ludwigshafen, 8 gennaio 1951) è un compositore di scacchi tedesco.
È stato anche campione nazionale di minigolf.
Inizialmente giocatore per corrispondenza, cominciò ad interessarsi alla composizione scacchistica nel 1975 dopo essersi abbonato alla rivista Schach-Echo. Durante una gara di soluzione a Ludwigshafen incontrò Hermann Weißauer, che diventò il suo maestro nella composizione di problemi di scacchi. Pubblicò il suo primo problema, un matto in due mosse, nel 1976. Si specializzò nei problemi di matto in due mosse e di aiutomatto. Nel 1988 cominciò a comporre anche problemi Fairy.
Fino al 2005 ha composto circa 850 problemi, di cui 364 di aiutomatto, 270 in due mosse e 163 Fairy. Ha ottenuto 193 premiazioni, 186 menzioni onorevoli e 139 lodi. Ha composto molti problemi in collaborazione con Hermann Weißauer. È Giudice internazionale della composizione e Grande Maestro della composizione (dal 2005).
Da giovane Pachl ha praticato il tennis da tavolo a livello amatoriale e nel 1973 cominciò a giocare a minigolf. Vincitore del campionato tedesco individuale nel 1981 (secondo nel 1982) e sei volte del campionato tedesco a squadre.
Due suoi problemi:
|   | a | b | c | d | e | f | g | h |   |
| 8 | f8 alfiere del bianco · a6 torre del bianco · g6 alfiere del bianco · d5 pedone del nero · e5 pedone del bianco · b4 pedone del nero · d4 re del nero · e4 cavallo del nero · g4 pedone del bianco · h4 donna del bianco · b3 pedone del bianco · g3 cavallo del bianco · e2 torre del bianco · d1 cavallo del bianco · g1 re del bianco | f8 alfiere del bianco · a6 torre del bianco · g6 alfiere del bianco · d5 pedone del nero · e5 pedone del bianco · b4 pedone del nero · d4 re del nero · e4 cavallo del nero · g4 pedone del bianco · h4 donna del bianco · b3 pedone del bianco · g3 cavallo del bianco · e2 torre del bianco · d1 cavallo del bianco · g1 re del bianco | f8 alfiere del bianco · a6 torre del bianco · g6 alfiere del bianco · d5 pedone del nero · e5 pedone del bianco · b4 pedone del nero · d4 re del nero · e4 cavallo del nero · g4 pedone del bianco · h4 donna del bianco · b3 pedone del bianco · g3 cavallo del bianco · e2 torre del bianco · d1 cavallo del bianco · g1 re del bianco | f8 alfiere del bianco · a6 torre del bianco · g6 alfiere del bianco · d5 pedone del nero · e5 pedone del bianco · b4 pedone del nero · d4 re del nero · e4 cavallo del nero · g4 pedone del bianco · h4 donna del bianco · b3 pedone del bianco · g3 cavallo del bianco · e2 torre del bianco · d1 cavallo del bianco · g1 re del bianco | f8 alfiere del bianco · a6 torre del bianco · g6 alfiere del bianco · d5 pedone del nero · e5 pedone del bianco · b4 pedone del nero · d4 re del nero · e4 cavallo del nero · g4 pedone del bianco · h4 donna del bianco · b3 pedone del bianco · g3 cavallo del bianco · e2 torre del bianco · d1 cavallo del bianco · g1 re del bianco | f8 alfiere del bianco · a6 torre del bianco · g6 alfiere del bianco · d5 pedone del nero · e5 pedone del bianco · b4 pedone del nero · d4 re del nero · e4 cavallo del nero · g4 pedone del bianco · h4 donna del bianco · b3 pedone del bianco · g3 cavallo del bianco · e2 torre del bianco · d1 cavallo del bianco · g1 re del bianco | f8 alfiere del bianco · a6 torre del bianco · g6 alfiere del bianco · d5 pedone del nero · e5 pedone del bianco · b4 pedone del nero · d4 re del nero · e4 cavallo del nero · g4 pedone del bianco · h4 donna del bianco · b3 pedone del bianco · g3 cavallo del bianco · e2 torre del bianco · d1 cavallo del bianco · g1 re del bianco | f8 alfiere del bianco · a6 torre del bianco · g6 alfiere del bianco · d5 pedone del nero · e5 pedone del bianco · b4 pedone del nero · d4 re del nero · e4 cavallo del nero · g4 pedone del bianco · h4 donna del bianco · b3 pedone del bianco · g3 cavallo del bianco · e2 torre del bianco · d1 cavallo del bianco · g1 re del bianco | 8 |
| 7 | f8 alfiere del bianco · a6 torre del bianco · g6 alfiere del bianco · d5 pedone del nero · e5 pedone del bianco · b4 pedone del nero · d4 re del nero · e4 cavallo del nero · g4 pedone del bianco · h4 donna del bianco · b3 pedone del bianco · g3 cavallo del bianco · e2 torre del bianco · d1 cavallo del bianco · g1 re del bianco | f8 alfiere del bianco · a6 torre del bianco · g6 alfiere del bianco · d5 pedone del nero · e5 pedone del bianco · b4 pedone del nero · d4 re del nero · e4 cavallo del nero · g4 pedone del bianco · h4 donna del bianco · b3 pedone del bianco · g3 cavallo del bianco · e2 torre del bianco · d1 cavallo del bianco · g1 re del bianco | f8 alfiere del bianco · a6 torre del bianco · g6 alfiere del bianco · d5 pedone del nero · e5 pedone del bianco · b4 pedone del nero · d4 re del nero · e4 cavallo del nero · g4 pedone del bianco · h4 donna del bianco · b3 pedone del bianco · g3 cavallo del bianco · e2 torre del bianco · d1 cavallo del bianco · g1 re del bianco | f8 alfiere del bianco · a6 torre del bianco · g6 alfiere del bianco · d5 pedone del nero · e5 pedone del bianco · b4 pedone del nero · d4 re del nero · e4 cavallo del nero · g4 pedone del bianco · h4 donna del bianco · b3 pedone del bianco · g3 cavallo del bianco · e2 torre del bianco · d1 cavallo del bianco · g1 re del bianco | f8 alfiere del bianco · a6 torre del bianco · g6 alfiere del bianco · d5 pedone del nero · e5 pedone del bianco · b4 pedone del nero · d4 re del nero · e4 cavallo del nero · g4 pedone del bianco · h4 donna del bianco · b3 pedone del bianco · g3 cavallo del bianco · e2 torre del bianco · d1 cavallo del bianco · g1 re del bianco | f8 alfiere del bianco · a6 torre del bianco · g6 alfiere del bianco · d5 pedone del nero · e5 pedone del bianco · b4 pedone del nero · d4 re del nero · e4 cavallo del nero · g4 pedone del bianco · h4 donna del bianco · b3 pedone del bianco · g3 cavallo del bianco · e2 torre del bianco · d1 cavallo del bianco · g1 re del bianco | f8 alfiere del bianco · a6 torre del bianco · g6 alfiere del bianco · d5 pedone del nero · e5 pedone del bianco · b4 pedone del nero · d4 re del nero · e4 cavallo del nero · g4 pedone del bianco · h4 donna del bianco · b3 pedone del bianco · g3 cavallo del bianco · e2 torre del bianco · d1 cavallo del bianco · g1 re del bianco | f8 alfiere del bianco · a6 torre del bianco · g6 alfiere del bianco · d5 pedone del nero · e5 pedone del bianco · b4 pedone del nero · d4 re del nero · e4 cavallo del nero · g4 pedone del bianco · h4 donna del bianco · b3 pedone del bianco · g3 cavallo del bianco · e2 torre del bianco · d1 cavallo del bianco · g1 re del bianco | 7 |
| 6 | f8 alfiere del bianco · a6 torre del bianco · g6 alfiere del bianco · d5 pedone del nero · e5 pedone del bianco · b4 pedone del nero · d4 re del nero · e4 cavallo del nero · g4 pedone del bianco · h4 donna del bianco · b3 pedone del bianco · g3 cavallo del bianco · e2 torre del bianco · d1 cavallo del bianco · g1 re del bianco | f8 alfiere del bianco · a6 torre del bianco · g6 alfiere del bianco · d5 pedone del nero · e5 pedone del bianco · b4 pedone del nero · d4 re del nero · e4 cavallo del nero · g4 pedone del bianco · h4 donna del bianco · b3 pedone del bianco · g3 cavallo del bianco · e2 torre del bianco · d1 cavallo del bianco · g1 re del bianco | f8 alfiere del bianco · a6 torre del bianco · g6 alfiere del bianco · d5 pedone del nero · e5 pedone del bianco · b4 pedone del nero · d4 re del nero · e4 cavallo del nero · g4 pedone del bianco · h4 donna del bianco · b3 pedone del bianco · g3 cavallo del bianco · e2 torre del bianco · d1 cavallo del bianco · g1 re del bianco | f8 alfiere del bianco · a6 torre del bianco · g6 alfiere del bianco · d5 pedone del nero · e5 pedone del bianco · b4 pedone del nero · d4 re del nero · e4 cavallo del nero · g4 pedone del bianco · h4 donna del bianco · b3 pedone del bianco · g3 cavallo del bianco · e2 torre del bianco · d1 cavallo del bianco · g1 re del bianco | f8 alfiere del bianco · a6 torre del bianco · g6 alfiere del bianco · d5 pedone del nero · e5 pedone del bianco · b4 pedone del nero · d4 re del nero · e4 cavallo del nero · g4 pedone del bianco · h4 donna del bianco · b3 pedone del bianco · g3 cavallo del bianco · e2 torre del bianco · d1 cavallo del bianco · g1 re del bianco | f8 alfiere del bianco · a6 torre del bianco · g6 alfiere del bianco · d5 pedone del nero · e5 pedone del bianco · b4 pedone del nero · d4 re del nero · e4 cavallo del nero · g4 pedone del bianco · h4 donna del bianco · b3 pedone del bianco · g3 cavallo del bianco · e2 torre del bianco · d1 cavallo del bianco · g1 re del bianco | f8 alfiere del bianco · a6 torre del bianco · g6 alfiere del bianco · d5 pedone del nero · e5 pedone del bianco · b4 pedone del nero · d4 re del nero · e4 cavallo del nero · g4 pedone del bianco · h4 donna del bianco · b3 pedone del bianco · g3 cavallo del bianco · e2 torre del bianco · d1 cavallo del bianco · g1 re del bianco | f8 alfiere del bianco · a6 torre del bianco · g6 alfiere del bianco · d5 pedone del nero · e5 pedone del bianco · b4 pedone del nero · d4 re del nero · e4 cavallo del nero · g4 pedone del bianco · h4 donna del bianco · b3 pedone del bianco · g3 cavallo del bianco · e2 torre del bianco · d1 cavallo del bianco · g1 re del bianco | 6 |
| 5 | f8 alfiere del bianco · a6 torre del bianco · g6 alfiere del bianco · d5 pedone del nero · e5 pedone del bianco · b4 pedone del nero · d4 re del nero · e4 cavallo del nero · g4 pedone del bianco · h4 donna del bianco · b3 pedone del bianco · g3 cavallo del bianco · e2 torre del bianco · d1 cavallo del bianco · g1 re del bianco | f8 alfiere del bianco · a6 torre del bianco · g6 alfiere del bianco · d5 pedone del nero · e5 pedone del bianco · b4 pedone del nero · d4 re del nero · e4 cavallo del nero · g4 pedone del bianco · h4 donna del bianco · b3 pedone del bianco · g3 cavallo del bianco · e2 torre del bianco · d1 cavallo del bianco · g1 re del bianco | f8 alfiere del bianco · a6 torre del bianco · g6 alfiere del bianco · d5 pedone del nero · e5 pedone del bianco · b4 pedone del nero · d4 re del nero · e4 cavallo del nero · g4 pedone del bianco · h4 donna del bianco · b3 pedone del bianco · g3 cavallo del bianco · e2 torre del bianco · d1 cavallo del bianco · g1 re del bianco | f8 alfiere del bianco · a6 torre del bianco · g6 alfiere del bianco · d5 pedone del nero · e5 pedone del bianco · b4 pedone del nero · d4 re del nero · e4 cavallo del nero · g4 pedone del bianco · h4 donna del bianco · b3 pedone del bianco · g3 cavallo del bianco · e2 torre del bianco · d1 cavallo del bianco · g1 re del bianco | f8 alfiere del bianco · a6 torre del bianco · g6 alfiere del bianco · d5 pedone del nero · e5 pedone del bianco · b4 pedone del nero · d4 re del nero · e4 cavallo del nero · g4 pedone del bianco · h4 donna del bianco · b3 pedone del bianco · g3 cavallo del bianco · e2 torre del bianco · d1 cavallo del bianco · g1 re del bianco | f8 alfiere del bianco · a6 torre del bianco · g6 alfiere del bianco · d5 pedone del nero · e5 pedone del bianco · b4 pedone del nero · d4 re del nero · e4 cavallo del nero · g4 pedone del bianco · h4 donna del bianco · b3 pedone del bianco · g3 cavallo del bianco · e2 torre del bianco · d1 cavallo del bianco · g1 re del bianco | f8 alfiere del bianco · a6 torre del bianco · g6 alfiere del bianco · d5 pedone del nero · e5 pedone del bianco · b4 pedone del nero · d4 re del nero · e4 cavallo del nero · g4 pedone del bianco · h4 donna del bianco · b3 pedone del bianco · g3 cavallo del bianco · e2 torre del bianco · d1 cavallo del bianco · g1 re del bianco | f8 alfiere del bianco · a6 torre del bianco · g6 alfiere del bianco · d5 pedone del nero · e5 pedone del bianco · b4 pedone del nero · d4 re del nero · e4 cavallo del nero · g4 pedone del bianco · h4 donna del bianco · b3 pedone del bianco · g3 cavallo del bianco · e2 torre del bianco · d1 cavallo del bianco · g1 re del bianco | 5 |
| 4 | f8 alfiere del bianco · a6 torre del bianco · g6 alfiere del bianco · d5 pedone del nero · e5 pedone del bianco · b4 pedone del nero · d4 re del nero · e4 cavallo del nero · g4 pedone del bianco · h4 donna del bianco · b3 pedone del bianco · g3 cavallo del bianco · e2 torre del bianco · d1 cavallo del bianco · g1 re del bianco | f8 alfiere del bianco · a6 torre del bianco · g6 alfiere del bianco · d5 pedone del nero · e5 pedone del bianco · b4 pedone del nero · d4 re del nero · e4 cavallo del nero · g4 pedone del bianco · h4 donna del bianco · b3 pedone del bianco · g3 cavallo del bianco · e2 torre del bianco · d1 cavallo del bianco · g1 re del bianco | f8 alfiere del bianco · a6 torre del bianco · g6 alfiere del bianco · d5 pedone del nero · e5 pedone del bianco · b4 pedone del nero · d4 re del nero · e4 cavallo del nero · g4 pedone del bianco · h4 donna del bianco · b3 pedone del bianco · g3 cavallo del bianco · e2 torre del bianco · d1 cavallo del bianco · g1 re del bianco | f8 alfiere del bianco · a6 torre del bianco · g6 alfiere del bianco · d5 pedone del nero · e5 pedone del bianco · b4 pedone del nero · d4 re del nero · e4 cavallo del nero · g4 pedone del bianco · h4 donna del bianco · b3 pedone del bianco · g3 cavallo del bianco · e2 torre del bianco · d1 cavallo del bianco · g1 re del bianco | f8 alfiere del bianco · a6 torre del bianco · g6 alfiere del bianco · d5 pedone del nero · e5 pedone del bianco · b4 pedone del nero · d4 re del nero · e4 cavallo del nero · g4 pedone del bianco · h4 donna del bianco · b3 pedone del bianco · g3 cavallo del bianco · e2 torre del bianco · d1 cavallo del bianco · g1 re del bianco | f8 alfiere del bianco · a6 torre del bianco · g6 alfiere del bianco · d5 pedone del nero · e5 pedone del bianco · b4 pedone del nero · d4 re del nero · e4 cavallo del nero · g4 pedone del bianco · h4 donna del bianco · b3 pedone del bianco · g3 cavallo del bianco · e2 torre del bianco · d1 cavallo del bianco · g1 re del bianco | f8 alfiere del bianco · a6 torre del bianco · g6 alfiere del bianco · d5 pedone del nero · e5 pedone del bianco · b4 pedone del nero · d4 re del nero · e4 cavallo del nero · g4 pedone del bianco · h4 donna del bianco · b3 pedone del bianco · g3 cavallo del bianco · e2 torre del bianco · d1 cavallo del bianco · g1 re del bianco | f8 alfiere del bianco · a6 torre del bianco · g6 alfiere del bianco · d5 pedone del nero · e5 pedone del bianco · b4 pedone del nero · d4 re del nero · e4 cavallo del nero · g4 pedone del bianco · h4 donna del bianco · b3 pedone del bianco · g3 cavallo del bianco · e2 torre del bianco · d1 cavallo del bianco · g1 re del bianco | 4 |
| 3 | f8 alfiere del bianco · a6 torre del bianco · g6 alfiere del bianco · d5 pedone del nero · e5 pedone del bianco · b4 pedone del nero · d4 re del nero · e4 cavallo del nero · g4 pedone del bianco · h4 donna del bianco · b3 pedone del bianco · g3 cavallo del bianco · e2 torre del bianco · d1 cavallo del bianco · g1 re del bianco | f8 alfiere del bianco · a6 torre del bianco · g6 alfiere del bianco · d5 pedone del nero · e5 pedone del bianco · b4 pedone del nero · d4 re del nero · e4 cavallo del nero · g4 pedone del bianco · h4 donna del bianco · b3 pedone del bianco · g3 cavallo del bianco · e2 torre del bianco · d1 cavallo del bianco · g1 re del bianco | f8 alfiere del bianco · a6 torre del bianco · g6 alfiere del bianco · d5 pedone del nero · e5 pedone del bianco · b4 pedone del nero · d4 re del nero · e4 cavallo del nero · g4 pedone del bianco · h4 donna del bianco · b3 pedone del bianco · g3 cavallo del bianco · e2 torre del bianco · d1 cavallo del bianco · g1 re del bianco | f8 alfiere del bianco · a6 torre del bianco · g6 alfiere del bianco · d5 pedone del nero · e5 pedone del bianco · b4 pedone del nero · d4 re del nero · e4 cavallo del nero · g4 pedone del bianco · h4 donna del bianco · b3 pedone del bianco · g3 cavallo del bianco · e2 torre del bianco · d1 cavallo del bianco · g1 re del bianco | f8 alfiere del bianco · a6 torre del bianco · g6 alfiere del bianco · d5 pedone del nero · e5 pedone del bianco · b4 pedone del nero · d4 re del nero · e4 cavallo del nero · g4 pedone del bianco · h4 donna del bianco · b3 pedone del bianco · g3 cavallo del bianco · e2 torre del bianco · d1 cavallo del bianco · g1 re del bianco | f8 alfiere del bianco · a6 torre del bianco · g6 alfiere del bianco · d5 pedone del nero · e5 pedone del bianco · b4 pedone del nero · d4 re del nero · e4 cavallo del nero · g4 pedone del bianco · h4 donna del bianco · b3 pedone del bianco · g3 cavallo del bianco · e2 torre del bianco · d1 cavallo del bianco · g1 re del bianco | f8 alfiere del bianco · a6 torre del bianco · g6 alfiere del bianco · d5 pedone del nero · e5 pedone del bianco · b4 pedone del nero · d4 re del nero · e4 cavallo del nero · g4 pedone del bianco · h4 donna del bianco · b3 pedone del bianco · g3 cavallo del bianco · e2 torre del bianco · d1 cavallo del bianco · g1 re del bianco | f8 alfiere del bianco · a6 torre del bianco · g6 alfiere del bianco · d5 pedone del nero · e5 pedone del bianco · b4 pedone del nero · d4 re del nero · e4 cavallo del nero · g4 pedone del bianco · h4 donna del bianco · b3 pedone del bianco · g3 cavallo del bianco · e2 torre del bianco · d1 cavallo del bianco · g1 re del bianco | 3 |
| 2 | f8 alfiere del bianco · a6 torre del bianco · g6 alfiere del bianco · d5 pedone del nero · e5 pedone del bianco · b4 pedone del nero · d4 re del nero · e4 cavallo del nero · g4 pedone del bianco · h4 donna del bianco · b3 pedone del bianco · g3 cavallo del bianco · e2 torre del bianco · d1 cavallo del bianco · g1 re del bianco | f8 alfiere del bianco · a6 torre del bianco · g6 alfiere del bianco · d5 pedone del nero · e5 pedone del bianco · b4 pedone del nero · d4 re del nero · e4 cavallo del nero · g4 pedone del bianco · h4 donna del bianco · b3 pedone del bianco · g3 cavallo del bianco · e2 torre del bianco · d1 cavallo del bianco · g1 re del bianco | f8 alfiere del bianco · a6 torre del bianco · g6 alfiere del bianco · d5 pedone del nero · e5 pedone del bianco · b4 pedone del nero · d4 re del nero · e4 cavallo del nero · g4 pedone del bianco · h4 donna del bianco · b3 pedone del bianco · g3 cavallo del bianco · e2 torre del bianco · d1 cavallo del bianco · g1 re del bianco | f8 alfiere del bianco · a6 torre del bianco · g6 alfiere del bianco · d5 pedone del nero · e5 pedone del bianco · b4 pedone del nero · d4 re del nero · e4 cavallo del nero · g4 pedone del bianco · h4 donna del bianco · b3 pedone del bianco · g3 cavallo del bianco · e2 torre del bianco · d1 cavallo del bianco · g1 re del bianco | f8 alfiere del bianco · a6 torre del bianco · g6 alfiere del bianco · d5 pedone del nero · e5 pedone del bianco · b4 pedone del nero · d4 re del nero · e4 cavallo del nero · g4 pedone del bianco · h4 donna del bianco · b3 pedone del bianco · g3 cavallo del bianco · e2 torre del bianco · d1 cavallo del bianco · g1 re del bianco | f8 alfiere del bianco · a6 torre del bianco · g6 alfiere del bianco · d5 pedone del nero · e5 pedone del bianco · b4 pedone del nero · d4 re del nero · e4 cavallo del nero · g4 pedone del bianco · h4 donna del bianco · b3 pedone del bianco · g3 cavallo del bianco · e2 torre del bianco · d1 cavallo del bianco · g1 re del bianco | f8 alfiere del bianco · a6 torre del bianco · g6 alfiere del bianco · d5 pedone del nero · e5 pedone del bianco · b4 pedone del nero · d4 re del nero · e4 cavallo del nero · g4 pedone del bianco · h4 donna del bianco · b3 pedone del bianco · g3 cavallo del bianco · e2 torre del bianco · d1 cavallo del bianco · g1 re del bianco | f8 alfiere del bianco · a6 torre del bianco · g6 alfiere del bianco · d5 pedone del nero · e5 pedone del bianco · b4 pedone del nero · d4 re del nero · e4 cavallo del nero · g4 pedone del bianco · h4 donna del bianco · b3 pedone del bianco · g3 cavallo del bianco · e2 torre del bianco · d1 cavallo del bianco · g1 re del bianco | 2 |
| 1 | f8 alfiere del bianco · a6 torre del bianco · g6 alfiere del bianco · d5 pedone del nero · e5 pedone del bianco · b4 pedone del nero · d4 re del nero · e4 cavallo del nero · g4 pedone del bianco · h4 donna del bianco · b3 pedone del bianco · g3 cavallo del bianco · e2 torre del bianco · d1 cavallo del bianco · g1 re del bianco | f8 alfiere del bianco · a6 torre del bianco · g6 alfiere del bianco · d5 pedone del nero · e5 pedone del bianco · b4 pedone del nero · d4 re del nero · e4 cavallo del nero · g4 pedone del bianco · h4 donna del bianco · b3 pedone del bianco · g3 cavallo del bianco · e2 torre del bianco · d1 cavallo del bianco · g1 re del bianco | f8 alfiere del bianco · a6 torre del bianco · g6 alfiere del bianco · d5 pedone del nero · e5 pedone del bianco · b4 pedone del nero · d4 re del nero · e4 cavallo del nero · g4 pedone del bianco · h4 donna del bianco · b3 pedone del bianco · g3 cavallo del bianco · e2 torre del bianco · d1 cavallo del bianco · g1 re del bianco | f8 alfiere del bianco · a6 torre del bianco · g6 alfiere del bianco · d5 pedone del nero · e5 pedone del bianco · b4 pedone del nero · d4 re del nero · e4 cavallo del nero · g4 pedone del bianco · h4 donna del bianco · b3 pedone del bianco · g3 cavallo del bianco · e2 torre del bianco · d1 cavallo del bianco · g1 re del bianco | f8 alfiere del bianco · a6 torre del bianco · g6 alfiere del bianco · d5 pedone del nero · e5 pedone del bianco · b4 pedone del nero · d4 re del nero · e4 cavallo del nero · g4 pedone del bianco · h4 donna del bianco · b3 pedone del bianco · g3 cavallo del bianco · e2 torre del bianco · d1 cavallo del bianco · g1 re del bianco | f8 alfiere del bianco · a6 torre del bianco · g6 alfiere del bianco · d5 pedone del nero · e5 pedone del bianco · b4 pedone del nero · d4 re del nero · e4 cavallo del nero · g4 pedone del bianco · h4 donna del bianco · b3 pedone del bianco · g3 cavallo del bianco · e2 torre del bianco · d1 cavallo del bianco · g1 re del bianco | f8 alfiere del bianco · a6 torre del bianco · g6 alfiere del bianco · d5 pedone del nero · e5 pedone del bianco · b4 pedone del nero · d4 re del nero · e4 cavallo del nero · g4 pedone del bianco · h4 donna del bianco · b3 pedone del bianco · g3 cavallo del bianco · e2 torre del bianco · d1 cavallo del bianco · g1 re del bianco | f8 alfiere del bianco · a6 torre del bianco · g6 alfiere del bianco · d5 pedone del nero · e5 pedone del bianco · b4 pedone del nero · d4 re del nero · e4 cavallo del nero · g4 pedone del bianco · h4 donna del bianco · b3 pedone del bianco · g3 cavallo del bianco · e2 torre del bianco · d1 cavallo del bianco · g1 re del bianco | 1 |
|   | a | b | c | d | e | f | g | h |   |

Soluzione:
Tentativi: 1. Ta5? ..Cd6! - 1. Dh6? ..Cg5!

1. Dd8? ..Cc5 - 1. De7? ..Rd3!
Chiave: 1. Dh2!  zugzwang

1... Rxe5  2. Cf5#[

1... C ∼  2. Df2#

|   | a | b | c | d | e | f | g | h |   |
| 8 | d8 alfiere del nero · f7 torre del bianco · h7 donna del nero · c6 pedone del nero · d6 pedone del nero · c5 pedone del nero · f5 pedone del nero · g5 pedone del nero · a4 torre del nero · e4 re del nero · h4 pedone del bianco · e3 cavallo del bianco · h3 cavallo del bianco · b2 alfiere del bianco · e2 donna del bianco · g2 pedone del bianco · b1 alfiere del nero · e1 cavallo del nero · h1 re del bianco | d8 alfiere del nero · f7 torre del bianco · h7 donna del nero · c6 pedone del nero · d6 pedone del nero · c5 pedone del nero · f5 pedone del nero · g5 pedone del nero · a4 torre del nero · e4 re del nero · h4 pedone del bianco · e3 cavallo del bianco · h3 cavallo del bianco · b2 alfiere del bianco · e2 donna del bianco · g2 pedone del bianco · b1 alfiere del nero · e1 cavallo del nero · h1 re del bianco | d8 alfiere del nero · f7 torre del bianco · h7 donna del nero · c6 pedone del nero · d6 pedone del nero · c5 pedone del nero · f5 pedone del nero · g5 pedone del nero · a4 torre del nero · e4 re del nero · h4 pedone del bianco · e3 cavallo del bianco · h3 cavallo del bianco · b2 alfiere del bianco · e2 donna del bianco · g2 pedone del bianco · b1 alfiere del nero · e1 cavallo del nero · h1 re del bianco | d8 alfiere del nero · f7 torre del bianco · h7 donna del nero · c6 pedone del nero · d6 pedone del nero · c5 pedone del nero · f5 pedone del nero · g5 pedone del nero · a4 torre del nero · e4 re del nero · h4 pedone del bianco · e3 cavallo del bianco · h3 cavallo del bianco · b2 alfiere del bianco · e2 donna del bianco · g2 pedone del bianco · b1 alfiere del nero · e1 cavallo del nero · h1 re del bianco | d8 alfiere del nero · f7 torre del bianco · h7 donna del nero · c6 pedone del nero · d6 pedone del nero · c5 pedone del nero · f5 pedone del nero · g5 pedone del nero · a4 torre del nero · e4 re del nero · h4 pedone del bianco · e3 cavallo del bianco · h3 cavallo del bianco · b2 alfiere del bianco · e2 donna del bianco · g2 pedone del bianco · b1 alfiere del nero · e1 cavallo del nero · h1 re del bianco | d8 alfiere del nero · f7 torre del bianco · h7 donna del nero · c6 pedone del nero · d6 pedone del nero · c5 pedone del nero · f5 pedone del nero · g5 pedone del nero · a4 torre del nero · e4 re del nero · h4 pedone del bianco · e3 cavallo del bianco · h3 cavallo del bianco · b2 alfiere del bianco · e2 donna del bianco · g2 pedone del bianco · b1 alfiere del nero · e1 cavallo del nero · h1 re del bianco | d8 alfiere del nero · f7 torre del bianco · h7 donna del nero · c6 pedone del nero · d6 pedone del nero · c5 pedone del nero · f5 pedone del nero · g5 pedone del nero · a4 torre del nero · e4 re del nero · h4 pedone del bianco · e3 cavallo del bianco · h3 cavallo del bianco · b2 alfiere del bianco · e2 donna del bianco · g2 pedone del bianco · b1 alfiere del nero · e1 cavallo del nero · h1 re del bianco | d8 alfiere del nero · f7 torre del bianco · h7 donna del nero · c6 pedone del nero · d6 pedone del nero · c5 pedone del nero · f5 pedone del nero · g5 pedone del nero · a4 torre del nero · e4 re del nero · h4 pedone del bianco · e3 cavallo del bianco · h3 cavallo del bianco · b2 alfiere del bianco · e2 donna del bianco · g2 pedone del bianco · b1 alfiere del nero · e1 cavallo del nero · h1 re del bianco | 8 |
| 7 | d8 alfiere del nero · f7 torre del bianco · h7 donna del nero · c6 pedone del nero · d6 pedone del nero · c5 pedone del nero · f5 pedone del nero · g5 pedone del nero · a4 torre del nero · e4 re del nero · h4 pedone del bianco · e3 cavallo del bianco · h3 cavallo del bianco · b2 alfiere del bianco · e2 donna del bianco · g2 pedone del bianco · b1 alfiere del nero · e1 cavallo del nero · h1 re del bianco | d8 alfiere del nero · f7 torre del bianco · h7 donna del nero · c6 pedone del nero · d6 pedone del nero · c5 pedone del nero · f5 pedone del nero · g5 pedone del nero · a4 torre del nero · e4 re del nero · h4 pedone del bianco · e3 cavallo del bianco · h3 cavallo del bianco · b2 alfiere del bianco · e2 donna del bianco · g2 pedone del bianco · b1 alfiere del nero · e1 cavallo del nero · h1 re del bianco | d8 alfiere del nero · f7 torre del bianco · h7 donna del nero · c6 pedone del nero · d6 pedone del nero · c5 pedone del nero · f5 pedone del nero · g5 pedone del nero · a4 torre del nero · e4 re del nero · h4 pedone del bianco · e3 cavallo del bianco · h3 cavallo del bianco · b2 alfiere del bianco · e2 donna del bianco · g2 pedone del bianco · b1 alfiere del nero · e1 cavallo del nero · h1 re del bianco | d8 alfiere del nero · f7 torre del bianco · h7 donna del nero · c6 pedone del nero · d6 pedone del nero · c5 pedone del nero · f5 pedone del nero · g5 pedone del nero · a4 torre del nero · e4 re del nero · h4 pedone del bianco · e3 cavallo del bianco · h3 cavallo del bianco · b2 alfiere del bianco · e2 donna del bianco · g2 pedone del bianco · b1 alfiere del nero · e1 cavallo del nero · h1 re del bianco | d8 alfiere del nero · f7 torre del bianco · h7 donna del nero · c6 pedone del nero · d6 pedone del nero · c5 pedone del nero · f5 pedone del nero · g5 pedone del nero · a4 torre del nero · e4 re del nero · h4 pedone del bianco · e3 cavallo del bianco · h3 cavallo del bianco · b2 alfiere del bianco · e2 donna del bianco · g2 pedone del bianco · b1 alfiere del nero · e1 cavallo del nero · h1 re del bianco | d8 alfiere del nero · f7 torre del bianco · h7 donna del nero · c6 pedone del nero · d6 pedone del nero · c5 pedone del nero · f5 pedone del nero · g5 pedone del nero · a4 torre del nero · e4 re del nero · h4 pedone del bianco · e3 cavallo del bianco · h3 cavallo del bianco · b2 alfiere del bianco · e2 donna del bianco · g2 pedone del bianco · b1 alfiere del nero · e1 cavallo del nero · h1 re del bianco | d8 alfiere del nero · f7 torre del bianco · h7 donna del nero · c6 pedone del nero · d6 pedone del nero · c5 pedone del nero · f5 pedone del nero · g5 pedone del nero · a4 torre del nero · e4 re del nero · h4 pedone del bianco · e3 cavallo del bianco · h3 cavallo del bianco · b2 alfiere del bianco · e2 donna del bianco · g2 pedone del bianco · b1 alfiere del nero · e1 cavallo del nero · h1 re del bianco | d8 alfiere del nero · f7 torre del bianco · h7 donna del nero · c6 pedone del nero · d6 pedone del nero · c5 pedone del nero · f5 pedone del nero · g5 pedone del nero · a4 torre del nero · e4 re del nero · h4 pedone del bianco · e3 cavallo del bianco · h3 cavallo del bianco · b2 alfiere del bianco · e2 donna del bianco · g2 pedone del bianco · b1 alfiere del nero · e1 cavallo del nero · h1 re del bianco | 7 |
| 6 | d8 alfiere del nero · f7 torre del bianco · h7 donna del nero · c6 pedone del nero · d6 pedone del nero · c5 pedone del nero · f5 pedone del nero · g5 pedone del nero · a4 torre del nero · e4 re del nero · h4 pedone del bianco · e3 cavallo del bianco · h3 cavallo del bianco · b2 alfiere del bianco · e2 donna del bianco · g2 pedone del bianco · b1 alfiere del nero · e1 cavallo del nero · h1 re del bianco | d8 alfiere del nero · f7 torre del bianco · h7 donna del nero · c6 pedone del nero · d6 pedone del nero · c5 pedone del nero · f5 pedone del nero · g5 pedone del nero · a4 torre del nero · e4 re del nero · h4 pedone del bianco · e3 cavallo del bianco · h3 cavallo del bianco · b2 alfiere del bianco · e2 donna del bianco · g2 pedone del bianco · b1 alfiere del nero · e1 cavallo del nero · h1 re del bianco | d8 alfiere del nero · f7 torre del bianco · h7 donna del nero · c6 pedone del nero · d6 pedone del nero · c5 pedone del nero · f5 pedone del nero · g5 pedone del nero · a4 torre del nero · e4 re del nero · h4 pedone del bianco · e3 cavallo del bianco · h3 cavallo del bianco · b2 alfiere del bianco · e2 donna del bianco · g2 pedone del bianco · b1 alfiere del nero · e1 cavallo del nero · h1 re del bianco | d8 alfiere del nero · f7 torre del bianco · h7 donna del nero · c6 pedone del nero · d6 pedone del nero · c5 pedone del nero · f5 pedone del nero · g5 pedone del nero · a4 torre del nero · e4 re del nero · h4 pedone del bianco · e3 cavallo del bianco · h3 cavallo del bianco · b2 alfiere del bianco · e2 donna del bianco · g2 pedone del bianco · b1 alfiere del nero · e1 cavallo del nero · h1 re del bianco | d8 alfiere del nero · f7 torre del bianco · h7 donna del nero · c6 pedone del nero · d6 pedone del nero · c5 pedone del nero · f5 pedone del nero · g5 pedone del nero · a4 torre del nero · e4 re del nero · h4 pedone del bianco · e3 cavallo del bianco · h3 cavallo del bianco · b2 alfiere del bianco · e2 donna del bianco · g2 pedone del bianco · b1 alfiere del nero · e1 cavallo del nero · h1 re del bianco | d8 alfiere del nero · f7 torre del bianco · h7 donna del nero · c6 pedone del nero · d6 pedone del nero · c5 pedone del nero · f5 pedone del nero · g5 pedone del nero · a4 torre del nero · e4 re del nero · h4 pedone del bianco · e3 cavallo del bianco · h3 cavallo del bianco · b2 alfiere del bianco · e2 donna del bianco · g2 pedone del bianco · b1 alfiere del nero · e1 cavallo del nero · h1 re del bianco | d8 alfiere del nero · f7 torre del bianco · h7 donna del nero · c6 pedone del nero · d6 pedone del nero · c5 pedone del nero · f5 pedone del nero · g5 pedone del nero · a4 torre del nero · e4 re del nero · h4 pedone del bianco · e3 cavallo del bianco · h3 cavallo del bianco · b2 alfiere del bianco · e2 donna del bianco · g2 pedone del bianco · b1 alfiere del nero · e1 cavallo del nero · h1 re del bianco | d8 alfiere del nero · f7 torre del bianco · h7 donna del nero · c6 pedone del nero · d6 pedone del nero · c5 pedone del nero · f5 pedone del nero · g5 pedone del nero · a4 torre del nero · e4 re del nero · h4 pedone del bianco · e3 cavallo del bianco · h3 cavallo del bianco · b2 alfiere del bianco · e2 donna del bianco · g2 pedone del bianco · b1 alfiere del nero · e1 cavallo del nero · h1 re del bianco | 6 |
| 5 | d8 alfiere del nero · f7 torre del bianco · h7 donna del nero · c6 pedone del nero · d6 pedone del nero · c5 pedone del nero · f5 pedone del nero · g5 pedone del nero · a4 torre del nero · e4 re del nero · h4 pedone del bianco · e3 cavallo del bianco · h3 cavallo del bianco · b2 alfiere del bianco · e2 donna del bianco · g2 pedone del bianco · b1 alfiere del nero · e1 cavallo del nero · h1 re del bianco | d8 alfiere del nero · f7 torre del bianco · h7 donna del nero · c6 pedone del nero · d6 pedone del nero · c5 pedone del nero · f5 pedone del nero · g5 pedone del nero · a4 torre del nero · e4 re del nero · h4 pedone del bianco · e3 cavallo del bianco · h3 cavallo del bianco · b2 alfiere del bianco · e2 donna del bianco · g2 pedone del bianco · b1 alfiere del nero · e1 cavallo del nero · h1 re del bianco | d8 alfiere del nero · f7 torre del bianco · h7 donna del nero · c6 pedone del nero · d6 pedone del nero · c5 pedone del nero · f5 pedone del nero · g5 pedone del nero · a4 torre del nero · e4 re del nero · h4 pedone del bianco · e3 cavallo del bianco · h3 cavallo del bianco · b2 alfiere del bianco · e2 donna del bianco · g2 pedone del bianco · b1 alfiere del nero · e1 cavallo del nero · h1 re del bianco | d8 alfiere del nero · f7 torre del bianco · h7 donna del nero · c6 pedone del nero · d6 pedone del nero · c5 pedone del nero · f5 pedone del nero · g5 pedone del nero · a4 torre del nero · e4 re del nero · h4 pedone del bianco · e3 cavallo del bianco · h3 cavallo del bianco · b2 alfiere del bianco · e2 donna del bianco · g2 pedone del bianco · b1 alfiere del nero · e1 cavallo del nero · h1 re del bianco | d8 alfiere del nero · f7 torre del bianco · h7 donna del nero · c6 pedone del nero · d6 pedone del nero · c5 pedone del nero · f5 pedone del nero · g5 pedone del nero · a4 torre del nero · e4 re del nero · h4 pedone del bianco · e3 cavallo del bianco · h3 cavallo del bianco · b2 alfiere del bianco · e2 donna del bianco · g2 pedone del bianco · b1 alfiere del nero · e1 cavallo del nero · h1 re del bianco | d8 alfiere del nero · f7 torre del bianco · h7 donna del nero · c6 pedone del nero · d6 pedone del nero · c5 pedone del nero · f5 pedone del nero · g5 pedone del nero · a4 torre del nero · e4 re del nero · h4 pedone del bianco · e3 cavallo del bianco · h3 cavallo del bianco · b2 alfiere del bianco · e2 donna del bianco · g2 pedone del bianco · b1 alfiere del nero · e1 cavallo del nero · h1 re del bianco | d8 alfiere del nero · f7 torre del bianco · h7 donna del nero · c6 pedone del nero · d6 pedone del nero · c5 pedone del nero · f5 pedone del nero · g5 pedone del nero · a4 torre del nero · e4 re del nero · h4 pedone del bianco · e3 cavallo del bianco · h3 cavallo del bianco · b2 alfiere del bianco · e2 donna del bianco · g2 pedone del bianco · b1 alfiere del nero · e1 cavallo del nero · h1 re del bianco | d8 alfiere del nero · f7 torre del bianco · h7 donna del nero · c6 pedone del nero · d6 pedone del nero · c5 pedone del nero · f5 pedone del nero · g5 pedone del nero · a4 torre del nero · e4 re del nero · h4 pedone del bianco · e3 cavallo del bianco · h3 cavallo del bianco · b2 alfiere del bianco · e2 donna del bianco · g2 pedone del bianco · b1 alfiere del nero · e1 cavallo del nero · h1 re del bianco | 5 |
| 4 | d8 alfiere del nero · f7 torre del bianco · h7 donna del nero · c6 pedone del nero · d6 pedone del nero · c5 pedone del nero · f5 pedone del nero · g5 pedone del nero · a4 torre del nero · e4 re del nero · h4 pedone del bianco · e3 cavallo del bianco · h3 cavallo del bianco · b2 alfiere del bianco · e2 donna del bianco · g2 pedone del bianco · b1 alfiere del nero · e1 cavallo del nero · h1 re del bianco | d8 alfiere del nero · f7 torre del bianco · h7 donna del nero · c6 pedone del nero · d6 pedone del nero · c5 pedone del nero · f5 pedone del nero · g5 pedone del nero · a4 torre del nero · e4 re del nero · h4 pedone del bianco · e3 cavallo del bianco · h3 cavallo del bianco · b2 alfiere del bianco · e2 donna del bianco · g2 pedone del bianco · b1 alfiere del nero · e1 cavallo del nero · h1 re del bianco | d8 alfiere del nero · f7 torre del bianco · h7 donna del nero · c6 pedone del nero · d6 pedone del nero · c5 pedone del nero · f5 pedone del nero · g5 pedone del nero · a4 torre del nero · e4 re del nero · h4 pedone del bianco · e3 cavallo del bianco · h3 cavallo del bianco · b2 alfiere del bianco · e2 donna del bianco · g2 pedone del bianco · b1 alfiere del nero · e1 cavallo del nero · h1 re del bianco | d8 alfiere del nero · f7 torre del bianco · h7 donna del nero · c6 pedone del nero · d6 pedone del nero · c5 pedone del nero · f5 pedone del nero · g5 pedone del nero · a4 torre del nero · e4 re del nero · h4 pedone del bianco · e3 cavallo del bianco · h3 cavallo del bianco · b2 alfiere del bianco · e2 donna del bianco · g2 pedone del bianco · b1 alfiere del nero · e1 cavallo del nero · h1 re del bianco | d8 alfiere del nero · f7 torre del bianco · h7 donna del nero · c6 pedone del nero · d6 pedone del nero · c5 pedone del nero · f5 pedone del nero · g5 pedone del nero · a4 torre del nero · e4 re del nero · h4 pedone del bianco · e3 cavallo del bianco · h3 cavallo del bianco · b2 alfiere del bianco · e2 donna del bianco · g2 pedone del bianco · b1 alfiere del nero · e1 cavallo del nero · h1 re del bianco | d8 alfiere del nero · f7 torre del bianco · h7 donna del nero · c6 pedone del nero · d6 pedone del nero · c5 pedone del nero · f5 pedone del nero · g5 pedone del nero · a4 torre del nero · e4 re del nero · h4 pedone del bianco · e3 cavallo del bianco · h3 cavallo del bianco · b2 alfiere del bianco · e2 donna del bianco · g2 pedone del bianco · b1 alfiere del nero · e1 cavallo del nero · h1 re del bianco | d8 alfiere del nero · f7 torre del bianco · h7 donna del nero · c6 pedone del nero · d6 pedone del nero · c5 pedone del nero · f5 pedone del nero · g5 pedone del nero · a4 torre del nero · e4 re del nero · h4 pedone del bianco · e3 cavallo del bianco · h3 cavallo del bianco · b2 alfiere del bianco · e2 donna del bianco · g2 pedone del bianco · b1 alfiere del nero · e1 cavallo del nero · h1 re del bianco | d8 alfiere del nero · f7 torre del bianco · h7 donna del nero · c6 pedone del nero · d6 pedone del nero · c5 pedone del nero · f5 pedone del nero · g5 pedone del nero · a4 torre del nero · e4 re del nero · h4 pedone del bianco · e3 cavallo del bianco · h3 cavallo del bianco · b2 alfiere del bianco · e2 donna del bianco · g2 pedone del bianco · b1 alfiere del nero · e1 cavallo del nero · h1 re del bianco | 4 |
| 3 | d8 alfiere del nero · f7 torre del bianco · h7 donna del nero · c6 pedone del nero · d6 pedone del nero · c5 pedone del nero · f5 pedone del nero · g5 pedone del nero · a4 torre del nero · e4 re del nero · h4 pedone del bianco · e3 cavallo del bianco · h3 cavallo del bianco · b2 alfiere del bianco · e2 donna del bianco · g2 pedone del bianco · b1 alfiere del nero · e1 cavallo del nero · h1 re del bianco | d8 alfiere del nero · f7 torre del bianco · h7 donna del nero · c6 pedone del nero · d6 pedone del nero · c5 pedone del nero · f5 pedone del nero · g5 pedone del nero · a4 torre del nero · e4 re del nero · h4 pedone del bianco · e3 cavallo del bianco · h3 cavallo del bianco · b2 alfiere del bianco · e2 donna del bianco · g2 pedone del bianco · b1 alfiere del nero · e1 cavallo del nero · h1 re del bianco | d8 alfiere del nero · f7 torre del bianco · h7 donna del nero · c6 pedone del nero · d6 pedone del nero · c5 pedone del nero · f5 pedone del nero · g5 pedone del nero · a4 torre del nero · e4 re del nero · h4 pedone del bianco · e3 cavallo del bianco · h3 cavallo del bianco · b2 alfiere del bianco · e2 donna del bianco · g2 pedone del bianco · b1 alfiere del nero · e1 cavallo del nero · h1 re del bianco | d8 alfiere del nero · f7 torre del bianco · h7 donna del nero · c6 pedone del nero · d6 pedone del nero · c5 pedone del nero · f5 pedone del nero · g5 pedone del nero · a4 torre del nero · e4 re del nero · h4 pedone del bianco · e3 cavallo del bianco · h3 cavallo del bianco · b2 alfiere del bianco · e2 donna del bianco · g2 pedone del bianco · b1 alfiere del nero · e1 cavallo del nero · h1 re del bianco | d8 alfiere del nero · f7 torre del bianco · h7 donna del nero · c6 pedone del nero · d6 pedone del nero · c5 pedone del nero · f5 pedone del nero · g5 pedone del nero · a4 torre del nero · e4 re del nero · h4 pedone del bianco · e3 cavallo del bianco · h3 cavallo del bianco · b2 alfiere del bianco · e2 donna del bianco · g2 pedone del bianco · b1 alfiere del nero · e1 cavallo del nero · h1 re del bianco | d8 alfiere del nero · f7 torre del bianco · h7 donna del nero · c6 pedone del nero · d6 pedone del nero · c5 pedone del nero · f5 pedone del nero · g5 pedone del nero · a4 torre del nero · e4 re del nero · h4 pedone del bianco · e3 cavallo del bianco · h3 cavallo del bianco · b2 alfiere del bianco · e2 donna del bianco · g2 pedone del bianco · b1 alfiere del nero · e1 cavallo del nero · h1 re del bianco | d8 alfiere del nero · f7 torre del bianco · h7 donna del nero · c6 pedone del nero · d6 pedone del nero · c5 pedone del nero · f5 pedone del nero · g5 pedone del nero · a4 torre del nero · e4 re del nero · h4 pedone del bianco · e3 cavallo del bianco · h3 cavallo del bianco · b2 alfiere del bianco · e2 donna del bianco · g2 pedone del bianco · b1 alfiere del nero · e1 cavallo del nero · h1 re del bianco | d8 alfiere del nero · f7 torre del bianco · h7 donna del nero · c6 pedone del nero · d6 pedone del nero · c5 pedone del nero · f5 pedone del nero · g5 pedone del nero · a4 torre del nero · e4 re del nero · h4 pedone del bianco · e3 cavallo del bianco · h3 cavallo del bianco · b2 alfiere del bianco · e2 donna del bianco · g2 pedone del bianco · b1 alfiere del nero · e1 cavallo del nero · h1 re del bianco | 3 |
| 2 | d8 alfiere del nero · f7 torre del bianco · h7 donna del nero · c6 pedone del nero · d6 pedone del nero · c5 pedone del nero · f5 pedone del nero · g5 pedone del nero · a4 torre del nero · e4 re del nero · h4 pedone del bianco · e3 cavallo del bianco · h3 cavallo del bianco · b2 alfiere del bianco · e2 donna del bianco · g2 pedone del bianco · b1 alfiere del nero · e1 cavallo del nero · h1 re del bianco | d8 alfiere del nero · f7 torre del bianco · h7 donna del nero · c6 pedone del nero · d6 pedone del nero · c5 pedone del nero · f5 pedone del nero · g5 pedone del nero · a4 torre del nero · e4 re del nero · h4 pedone del bianco · e3 cavallo del bianco · h3 cavallo del bianco · b2 alfiere del bianco · e2 donna del bianco · g2 pedone del bianco · b1 alfiere del nero · e1 cavallo del nero · h1 re del bianco | d8 alfiere del nero · f7 torre del bianco · h7 donna del nero · c6 pedone del nero · d6 pedone del nero · c5 pedone del nero · f5 pedone del nero · g5 pedone del nero · a4 torre del nero · e4 re del nero · h4 pedone del bianco · e3 cavallo del bianco · h3 cavallo del bianco · b2 alfiere del bianco · e2 donna del bianco · g2 pedone del bianco · b1 alfiere del nero · e1 cavallo del nero · h1 re del bianco | d8 alfiere del nero · f7 torre del bianco · h7 donna del nero · c6 pedone del nero · d6 pedone del nero · c5 pedone del nero · f5 pedone del nero · g5 pedone del nero · a4 torre del nero · e4 re del nero · h4 pedone del bianco · e3 cavallo del bianco · h3 cavallo del bianco · b2 alfiere del bianco · e2 donna del bianco · g2 pedone del bianco · b1 alfiere del nero · e1 cavallo del nero · h1 re del bianco | d8 alfiere del nero · f7 torre del bianco · h7 donna del nero · c6 pedone del nero · d6 pedone del nero · c5 pedone del nero · f5 pedone del nero · g5 pedone del nero · a4 torre del nero · e4 re del nero · h4 pedone del bianco · e3 cavallo del bianco · h3 cavallo del bianco · b2 alfiere del bianco · e2 donna del bianco · g2 pedone del bianco · b1 alfiere del nero · e1 cavallo del nero · h1 re del bianco | d8 alfiere del nero · f7 torre del bianco · h7 donna del nero · c6 pedone del nero · d6 pedone del nero · c5 pedone del nero · f5 pedone del nero · g5 pedone del nero · a4 torre del nero · e4 re del nero · h4 pedone del bianco · e3 cavallo del bianco · h3 cavallo del bianco · b2 alfiere del bianco · e2 donna del bianco · g2 pedone del bianco · b1 alfiere del nero · e1 cavallo del nero · h1 re del bianco | d8 alfiere del nero · f7 torre del bianco · h7 donna del nero · c6 pedone del nero · d6 pedone del nero · c5 pedone del nero · f5 pedone del nero · g5 pedone del nero · a4 torre del nero · e4 re del nero · h4 pedone del bianco · e3 cavallo del bianco · h3 cavallo del bianco · b2 alfiere del bianco · e2 donna del bianco · g2 pedone del bianco · b1 alfiere del nero · e1 cavallo del nero · h1 re del bianco | d8 alfiere del nero · f7 torre del bianco · h7 donna del nero · c6 pedone del nero · d6 pedone del nero · c5 pedone del nero · f5 pedone del nero · g5 pedone del nero · a4 torre del nero · e4 re del nero · h4 pedone del bianco · e3 cavallo del bianco · h3 cavallo del bianco · b2 alfiere del bianco · e2 donna del bianco · g2 pedone del bianco · b1 alfiere del nero · e1 cavallo del nero · h1 re del bianco | 2 |
| 1 | d8 alfiere del nero · f7 torre del bianco · h7 donna del nero · c6 pedone del nero · d6 pedone del nero · c5 pedone del nero · f5 pedone del nero · g5 pedone del nero · a4 torre del nero · e4 re del nero · h4 pedone del bianco · e3 cavallo del bianco · h3 cavallo del bianco · b2 alfiere del bianco · e2 donna del bianco · g2 pedone del bianco · b1 alfiere del nero · e1 cavallo del nero · h1 re del bianco | d8 alfiere del nero · f7 torre del bianco · h7 donna del nero · c6 pedone del nero · d6 pedone del nero · c5 pedone del nero · f5 pedone del nero · g5 pedone del nero · a4 torre del nero · e4 re del nero · h4 pedone del bianco · e3 cavallo del bianco · h3 cavallo del bianco · b2 alfiere del bianco · e2 donna del bianco · g2 pedone del bianco · b1 alfiere del nero · e1 cavallo del nero · h1 re del bianco | d8 alfiere del nero · f7 torre del bianco · h7 donna del nero · c6 pedone del nero · d6 pedone del nero · c5 pedone del nero · f5 pedone del nero · g5 pedone del nero · a4 torre del nero · e4 re del nero · h4 pedone del bianco · e3 cavallo del bianco · h3 cavallo del bianco · b2 alfiere del bianco · e2 donna del bianco · g2 pedone del bianco · b1 alfiere del nero · e1 cavallo del nero · h1 re del bianco | d8 alfiere del nero · f7 torre del bianco · h7 donna del nero · c6 pedone del nero · d6 pedone del nero · c5 pedone del nero · f5 pedone del nero · g5 pedone del nero · a4 torre del nero · e4 re del nero · h4 pedone del bianco · e3 cavallo del bianco · h3 cavallo del bianco · b2 alfiere del bianco · e2 donna del bianco · g2 pedone del bianco · b1 alfiere del nero · e1 cavallo del nero · h1 re del bianco | d8 alfiere del nero · f7 torre del bianco · h7 donna del nero · c6 pedone del nero · d6 pedone del nero · c5 pedone del nero · f5 pedone del nero · g5 pedone del nero · a4 torre del nero · e4 re del nero · h4 pedone del bianco · e3 cavallo del bianco · h3 cavallo del bianco · b2 alfiere del bianco · e2 donna del bianco · g2 pedone del bianco · b1 alfiere del nero · e1 cavallo del nero · h1 re del bianco | d8 alfiere del nero · f7 torre del bianco · h7 donna del nero · c6 pedone del nero · d6 pedone del nero · c5 pedone del nero · f5 pedone del nero · g5 pedone del nero · a4 torre del nero · e4 re del nero · h4 pedone del bianco · e3 cavallo del bianco · h3 cavallo del bianco · b2 alfiere del bianco · e2 donna del bianco · g2 pedone del bianco · b1 alfiere del nero · e1 cavallo del nero · h1 re del bianco | d8 alfiere del nero · f7 torre del bianco · h7 donna del nero · c6 pedone del nero · d6 pedone del nero · c5 pedone del nero · f5 pedone del nero · g5 pedone del nero · a4 torre del nero · e4 re del nero · h4 pedone del bianco · e3 cavallo del bianco · h3 cavallo del bianco · b2 alfiere del bianco · e2 donna del bianco · g2 pedone del bianco · b1 alfiere del nero · e1 cavallo del nero · h1 re del bianco | d8 alfiere del nero · f7 torre del bianco · h7 donna del nero · c6 pedone del nero · d6 pedone del nero · c5 pedone del nero · f5 pedone del nero · g5 pedone del nero · a4 torre del nero · e4 re del nero · h4 pedone del bianco · e3 cavallo del bianco · h3 cavallo del bianco · b2 alfiere del bianco · e2 donna del bianco · g2 pedone del bianco · b1 alfiere del nero · e1 cavallo del nero · h1 re del bianco | 1 |
|   | a | b | c | d | e | f | g | h |   |

Soluzione:
1. Rh2!  (min. 2. Cf2+ Rf4 3. g3#)
1. ...Dxh4  2. Cc2+ Rd5  3. Txf5#

1. ...Td4  2. Cd1+ Rd5  3. Cc3#

1. ...Cxg2  2. Cf2+ Rf4  3. Cxg2#